# Wilhelm Killmayer
Wilhelm Killmayer (Munich, 21 août 1927 – Starnberg, 20 août 2017) est un compositeur allemand, chef d'orchestre et professeur de composition à la Hochschule für Musik de Munich de 1973 à 1992. Il a composé des symphonies et des cycles de lieder sur des poèmes de Friedrich Hölderlin, Joseph von Eichendorff, Georg Trakl et Peter Härtling, entre autres.

## Biographie
Wilhelm Killmayer étudie la direction d'orchestre et la composition de 1945 à 1951, à Munich, au Musikseminar d'Hermann Wolfgang von Waltershausen. Dans le même temps, il est inscrit à l'Université de Munich où il étudie la musicologie avec Rudolf von Ficker et Walter Riezler et la germanistique. En 1951, il prend des leçons privées avec Carl Orff et est admis dans sa classe de maître à la Staatliche Musikhochschule en 1953. Il est chercheur à la Villa Massimo de Rome à deux reprises, en 1958 et en 1965/66.

## Carrière
À partir de 1955, Wilhelm Killmayer est professeur de théorie de la musique et de contrepoint au Trappsches Konservatorium de Munich. Il est chef d'orchestre du ballet de l'Opéra d'État de Bavière de 1961 à 1964. De 1973 à 1992, il est nommé professeur de composition à la Hochschule für Musik. Parmi ses élèves on trouve : Ali N. Askin (de), Max Beckschäfer, Sandeep Bhagwati, Moritz Eggert, Lutz Landwehr von Pragenau, Fredrik Schwenk, Rudi Spring et Laurence Traiger.
Les premières compositions de Killmayer à attirer l'attention, sont ses Lorca-Romanzen d'après Federico García Lorca, créées au Festival de Donaueschingen. En 1954, il compose une Missa brevis, enregistrée et commentée :

« Le jeune (29 ans) compositeur munichois de la Missa Brevis de Wilhelm Killmayer avec des ondulations, des rythmes changeants et s'élève habilement dans une série colorée de points culminants chorales explosifs, rappelant parfois plus la musique de kiosque que le chœur »

En 1965, Wilhelm Killmayer compose met en musique "Tre Canti dii Leopardi" qui seront interprétés pour la première fois  par le baryton Barry McDaniel avec l'orchestre philharmonique  de Munich.
Wilhelm Killmayer compose trois symphonies, appelées respectivement, Fogli (1968), Ricordanze (1968/69) et Menschen-Los (1972/73, révisée en 1988). Il écrit d'autres œuvres orchestrales, telles que Nachtgedanken (1973) et de la musique pour orchestre de chambre, The woods so wilde (1970), Schumann à Endenich (1972) et Kindertage (1973). Ses œuvres scéniques : La Buffonata (1959/60) et Yolimba (nouvelle version 1970), sont basées sur des textes de Tankred Dorst. Pour le 20e anniversaire de la Münchener Kammerorchester en 1970, Killmayer compose Fin al punto pour orchestre à cordes, créée en 1971, sous la direction de Hans Stadlmair. Il écrit à propos de l'œuvre :

« Le calme contient déjà la catastrophe. Hors du calme grandit le mouvement qui conduit à l'extrême de ses pouvoirs, où il s'effondre. C'est le moment auquel on abandonne, au-delà duquel on peut s'échapper à l'air libre. »

Intéressé par la poésie et le chant, il compose des Lieder, trois cycles sur des poèmes de Friedrich Hölderlin (1980), ainsi que des cycles de lieder basés sur Joseph von Eichendorff (1991), Georg Trakl (1993 et 1996) et Peter Härtling (1993) et des ballades sur Ali Bey d'Heinrich Heine (2006) et Der Feuerreiter d'Eduard Mörike (2007). Killmayer compose en tout, plus de 200 lieder. Killmayer décède à Starnberg.

## Récompenses
Killmayer reçoit le Prix de musique de la Fondation Fromm en 1954, pour sa Missa brevis. Il est membre de la Bayerische Akademie der Schönen Künste dès 1972, et à partir de 1980, un membre de l'Académie des Arts de Berlin. En 1990, il est le premier récipiendaire du Prix Hindemith du festival de musique du Schleswig-Holstein. Invité par Walter Fink, il est le quatrième compositeur présenté dans le rapport annuel Komponistenporträt de la Rheingau Musik Festival en 1994. En 2003, il reçoit le Musikpreis der Landeshauptstadt München. En 2010, il est décerné le prix de musique de chambre de la fondation Christoph und Stephan Kaske.

## Œuvre
Les œuvres de Killmayer sont publiées par les éditions Schott.
Œuvres scéniques
- La Buffonata (1959/60), opéra ballet, livret de Tankred Dorst
- La Tragedia di Orfeo (1960/1961), d'après Angelo Poliziano
- Yolimba oder Die Grenzen der Magie (1963, rév. 1970), livret de Tankred Dorst et Wilhelm Killmayer

Vocal
- Acht Shakespeare-Lieder (1955) pour ténor et ensemble, Création le 26 mai 1956, Franz Fehringer, membre du Sinfonie-Orchesters des Hessischen Rundfunks, Wilhelm Killmayer
- Geistliche Hymnen und Gesänge (1964) pour chœur mixte à six voix (SAATTB) d'après Jean Racine
- Drei Gesänge nach Hölderlin (1965) pour baryton et piano
- Tre Canti di Leopardi (1965) pour baryton et orchestre sur des poèmes de Giacomo Leopardi
- Antiphone (1967) pour baryton, orchestre et petit chœur d'homme, enregistré en 1985, Bayerischer Rundfunk
- Tamquam sponsus (1974) pour soprano et instruments. Sur le Psaume 23
- Französisches Liederbuch (1979/1980) pour soprano, baryton et ensemble de chambre. Création le 3 may 1980, au festival de Schwetzingen : June Card, soprano ; Philippe Huttenlocher, baryton ; Südwestdeutsches Kammerorchester, dir. Paul Angerer
- Hölderlin-Lieder d'après ses derniers poèmes, pour ténor et orchestre, premier cycle (1982–1985) création le 3 février 1986, Peter Schreier, ténor ; Bayerisches Staatsorchester, dir. Wolfgang Sawallisch, second cycle (1983–1987) créé le 14 août 1987, au festival de Salzbourg : Peter Schreier, ORF-Sinfonieorchester, dir. Lothar Zagrosek

Orchestre
- Concerto (1955) pour piano et orchestre, créé le 21 avril 1956 à Munich, Günter Louegk, piano ; Münchner Philharmoniker, dir. Fritz Rieger
- Divertissement (1957) pour orchestre, créé en octobre 1957, Radio-Sinfonieorchester Stuttgart, dir. Carl Bamberger (de)
- Sinfonia I: Fogli (première symphonie, 1968)
- Sinfonia II: Ricordanze (seconde symphonie, 1968/1969)
- Fin al punto (1970) pour orchestre à cordes, création 14 janvier 1971, Münchener Kammerorchester, dir. Hans Stadlmair
- Symphonie III: Menschen-Los (1972/1973, rév. 1988)
- Nachtgedanken (1973) pour orchestre, 7 août 1973, festival de Salzbourg, Mozarteum orchestra, dir. Leopold Hager
- Jugendzeit (1977), poème symphonique, création le 16 janvier 1978, Orchestre philharmonique de Fribourg, dir. Klauspeter Seibel
- Überstehen und Hoffen (1977/78), poème symphonique, création 6 mai 1978, Orchestre philharmonique de Munich, dir. Lothar Zagrosek
- Poème symphoniques (1977–1980), Verschüttete Zeichen (1977/1978), Essai symphonique, Im Freien (1980), poème symphonique, le tout créé le 20 mars 1981, Orchestre symphonique de la radio bavaroise, dir. Hiroshi Wakasugi
- Orchester-Melodien (2004), création le 26 juin 2004, à Berlin, Deutsches Symphonie-Orchester Berlin, dir. Kent Nagano
- Dithyramben (2006) pour orchestre, création le 12 janvier 2007, par l'Orchestre symphonique de la radio bavaroise, dir. Christoph Poppen

Musique de chambre
- Kammermusik (1957) pour instruments de jazz (1957)
- Führe mich, Alter, nur immer in deinen geschnörkelten Frühlings-Garten! Noch duftet und taut frisch und gewürzig sein Flor (1974) pour ensemble de chambre, création en mai 1975 à Nuremberg
- 8 Bagatelles (1990/1991) pour violoncelle et piano

## Enregistrements
- Missa brevis, Fromm Music Foundation, des Compositeurs du Xxe Siècle de la Série, avec Lou Harrison, Messe - Margaret Hillis ; New York Concert Choir and Orchestra (1957, Epic Records CBS)
- Fin al punto / Poèmes symphoniques, Fin al punto pour orchestre à cordes - Münchener Kammerorchester, Hans Stadlmair, Jugendzeit, Verschüttete Zeichen, Überstehen und Hoffen: Symphonieorchester des Bayerischen Rundfunks, Hiroshi Wakasugi
- Wilhelm Killmayer, Musique de chambre, (1989, CPO)
Un critique du magazine Gramophone a écrit : « Killmayer peut passer de la méditation à l'action frénétique dans le cadre de la progression harmonique la plus basique, et parce que sa musique est si naturelle dans l'atmosphère, les techniques et les matériaux qui, dans d'autres mains, peuvent sembler rudimentaires et prévisibles[11] »

- Wilhelm Killmayer: Sinfonien 1-3; La Joie de Vivre; Nachtgedanken, Wergo 2000